# Sandra Alonso
Sandra Alonso Dominguez (Torrevieja, 19 augustus 1998) is een Spaanse wielrenster die sinds 2022 voor de Duitse wielerploeg CERATIZIT-WNT Pro Cycling rijdt. Ze rijdt vanaf 2021 voor de Baskische wielerploeg Bizkaia-Durango, waar ze in 2018 en 2019 ook al voor reed. In 2020 kwam ze uit voor Cronos - Casa Dorada.
Bij de junioren won ze brons op het Spaans kampioenschap in 2015 en werd ze 8e op het wereldkampioenschap 2016 in Doha, Qatar. In 2018, 2019 en 2020 nam ze deel aan de Giro Rosa. Ze werd 98e op het wereldkampioenschap 2020 op het F1-circuit in het Italiaanse Imola.

## Palmares
2015
 Spaans kampioenschap op de weg, junioren
2019
 4e etappe Setmana Ciclista Valenciana
2021
2e etappe Setmana Ciclista Valenciana
2022
 Wegwedstrijd op de Middellandse Zeespelen
2024
2e etappe Ronde van Normandië
6e etappe Ronde van Thüringen
Ronde van Guanxi

## Ploegen
- 2018 –  Bizkaia-Durango
- 2019 –  Bizkaia-Durango
- 2020 –  Cronos - Casa Dorada
- 2021 –  Bizkaia-Durango
- 2022 –  Ceratizit-WNT
- 2023 –  CERATIZIT-WNT Pro Cycling
- 2024 –  CERATIZIT-WNT Pro Cycling
- 2025 –  CERATIZIT-WNT Pro Cycling

Alessio · Alonso · Archibald · Asencio · Brauße · Brennauer(tot 21/8) · Confalonieri · Eberle · Fidanza · Lach · Nilsson · Salazar · Schweinberger · Seidel · Teutenberg · Vieceli
Alonso · Archibald · Arzuffi · Asencio · Berton · Brauße · Eberle · A. Fidanza · M. Fidanza · Gill · Kerbaol · Lach · Nilsson · Schweinberger · Teutenberg · De Zoete
Alonso · Archibald · Arzuffi · Asencio · Berton · Brauße · Eberle · A. Fidanza · M. Fidanza · Jaskulska · Kerbaol · Lach · Schweinberger · Teutenberg · De Zoete
Alonso · Brauße · Burlová · Van Dam · Eberle · Fiorin · Hartmann (vanaf 14/3) · Hashimi · Hengeveld · Jaskulska · Miermont · Le Mouel · De Zoete · Zsankó